# Posorites conscendens
Posorites conscendens är en snäckart som först beskrevs av Cox 1866.  Posorites conscendens ingår i släktet Posorites och familjen Camaenidae. Inga underarter finns listade i Catalogue of Life.